# The Smile Has Left Your Eyes (álbum)
The Smile Has Left Your Eyes es un álbum recopilatorio de la banda británica de rock progresivo Asia y fue publicado en 2005 por Membran International/Ambitions.
Este álbum de dos discos compactos compila todo el disco en vivo Live in Moscow, que fue grabado en 1990 en Moscú, en la extinta URSS y parte del álbum en directo Live in Massachusetts '83 el cual se grabó en Boston, Estados Unidos en 1983.  Estos discos fueron lanzados en 1991 y 2004 respectivamente.

## Lista de canciones

### Disco uno
| Side one |                                               |                                                             |          |  |
| N.º      | Título                                        | Escritor(es)                                                | Duración |  |
| 1.       | «Time Again»                                  | John Wetton / Geoff Downes / Steve Howe / Carl Palmer       | 5:36     |  |
| 2.       | «Sole Survivor»                               | Wetton / Downes                                             | 6:26     |  |
| 3.       | «Don't Cry»                                   | Wetton / Downes / Carl Palmer                               | 5:16     |  |
| 4.       | «Keyboard Solo»                               | Downes / Trevor Horn / Bruce Woodley                        | 5:15     |  |
| 5.       | «Only Time Will Tell»                         | Wetton / Downes                                             | 4:58     |  |
| 6.       | «Rock and Roll Dream»                         | Wetton / Downes                                             | 5:46     |  |
| 7.       | «Starless»                                    | Wetton / Palmer / Bill Bruford / David Cross / Robert Fripp | 3:48     |  |
| 8.       | «Book of Saturday»                            | Wetton / Palmer / Bruford / Cross / Fripp                   | 2:48     |  |
| 9.       | «The Smile Has Left Your Eyes (Parts I & II)» | Wetton / Downes / John Welton                               | 4:49     |  |
| 10.      | «Wildest Dreams»                              | Wetton / Downes                                             | 5:09     |  |
| 11.      | «The Heat Goes On»                            | Wetton / Downes                                             | 5:09     |  |
| 12.      | «Go»                                          | Wetton / Downes                                             | 7:21     |  |
| 13.      | «Heat of the Moment»                          | Wetton / Downes                                             | 4:50     |  |
| 14.      | «Open Your Eyes»                              | Wetton / Downes                                             | 5:19     |  |

### Disco dos
| Side one |                              |                 |          |  |
| N.º      | Título                       | Escritor(es)    | Duración |  |
| 1.       | «Eye to Eye»                 | Wetton / Downes | 3:24     |  |
| 2.       | «Geoff Downes Keyboard Solo» | Geoff Downes    | 5:57     |  |
| 3.       | «Beginnings»                 | Steve Howe      | 4:58     |  |
| 4.       | «Valley of Rocks»            | Steve Howe      | 3:23     |  |
| 5.       | «Clap»                       | Steve Howe      | 7:40     |  |
| 6.       | «Midnight Sun»               | Wetton / Downes | 4:04     |  |
| 7.       | «The Last to Know»           | Wetton / Downes | 5:01     |  |
| 8.       | «Here Comes the Feeling»     | Wetton / Howe   | 5:00     |  |
| 9.       | «Carl Palmer Drum Solo»      |                 | 10:14    |  |
| 10.      | «Sole Survivor»              | Wetton / Downes | 7:49     |  |
| 11.      | «Wildest Dreams»             | Wetton / Downes | 5:33     |  |
| 12.      | «Heat of the Moment»         | Wetton / Downes | 7:34     |  |

## Formación
- John Wetton — voz principal y bajo
- Geoff Downes — teclados y coros
- Carl Palmer — batería
- Steve Howe — guitarra
- Pat Thrall — guitarra y coros